# Andalucia Tennis Experience
Andalucia Tennis Experience — международный женский профессиональный теннисный турнир. Соревнование проходило в 2009—2011 годах как часть WTA тура в международной серии.

## Победители

### Одиночный разряд
| Год  | Победитель        | Финалист             | Счёт в финале |
| ---- | ----------------- | -------------------- | ------------- |
| 2011 | Виктория Азаренко | Ирина-Камелия Бегу   | 6-3, 6-2      |
| 2010 | Флавия Пеннетта   | Карла Суарес Наварро | 6-2, 4-6, 6-3 |
| 2009 | Елена Янкович     | Карла Суарес Наварро | 6-3, 3-6, 6-3 |

### Парный разряд
| Год  | Победитель                                   | Финалист                                        | Счёт в финале    |
| ---- | -------------------------------------------- | ----------------------------------------------- | ---------------- |
| 2011 | Нурия Льягостера Вивес Аранча Парра Сантонха | Роберта Винчи Сара Эррани                       | 3-6, 6-4, [10-5] |
| 2010 | Роберта Винчи Сара Эррани                    | Мария Кондратьева Ярослава Шведова              | 6-4, 6-2         |
| 2009 | Клаудиа Янс Алиция Росольская                | Анабель Медина Гарригес Вирхиния Руано Паскуаль | 6-3, 6-3         |